# Korozain
Korozain – biblijne miasto galilejskie położone na wzgórzu w pobliżu Kafarnaum, na północny zachód od Jeziora Tyberiadzkiego na północy Izraela.
W jego miejscu znajdują się obecnie jedynie opustoszałe ruiny. Wykopaliska z 1926 ukazały ruiny domów miasta oraz ruiny synagogi; prawdopodobnie jest to jedna z synagog, w których według Biblii nauczał i uzdrawiał Jezus (Łk 4,14–44; 10,13). Według Ewangelii mieszkańcy miasta będący świadkami nauczania i cudów Chrystusa odrzucili Jego nauki (Mt 11,21). W 1983 w pobliżu parku archeologicznego został założony moszaw Korazim.

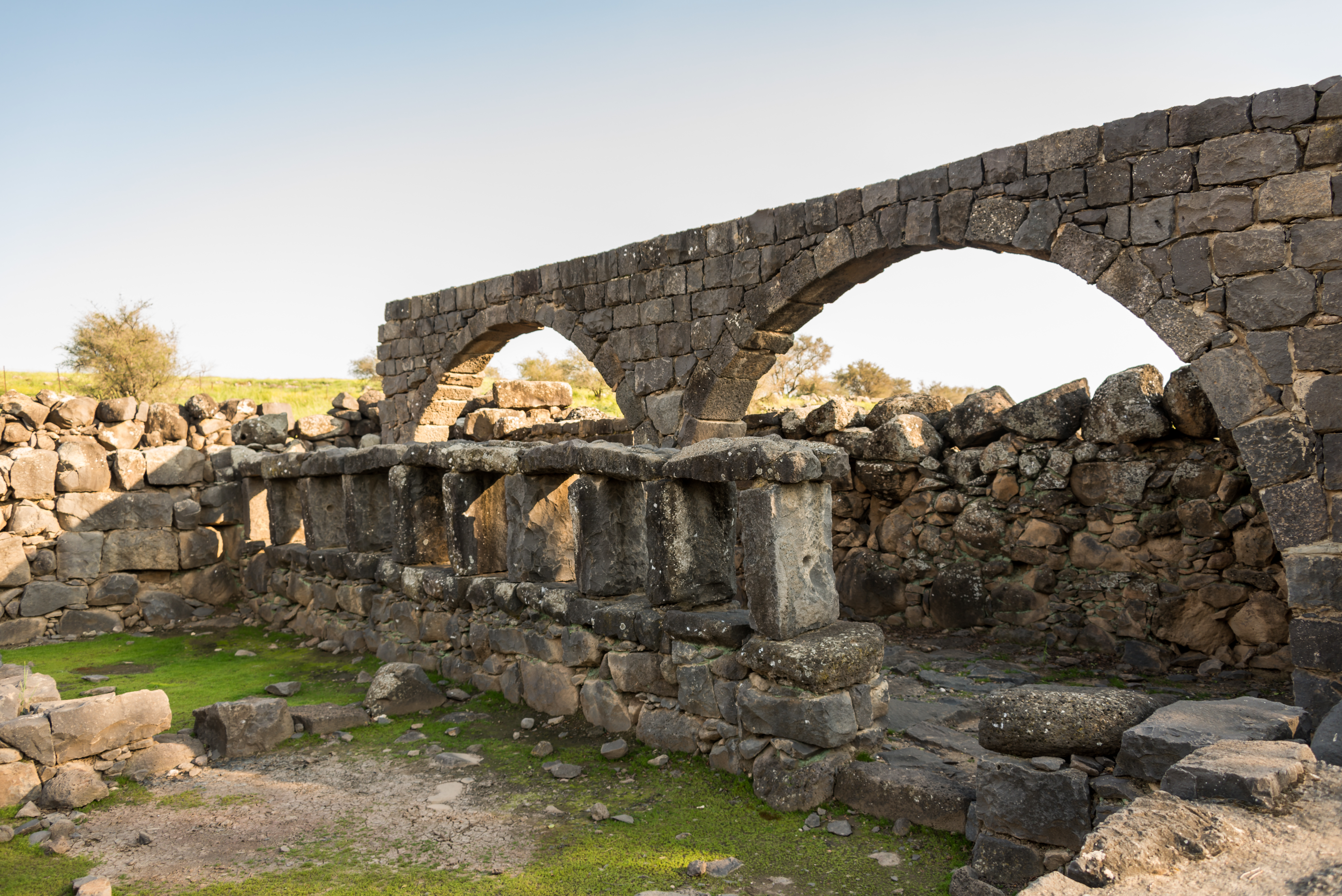
Korazim
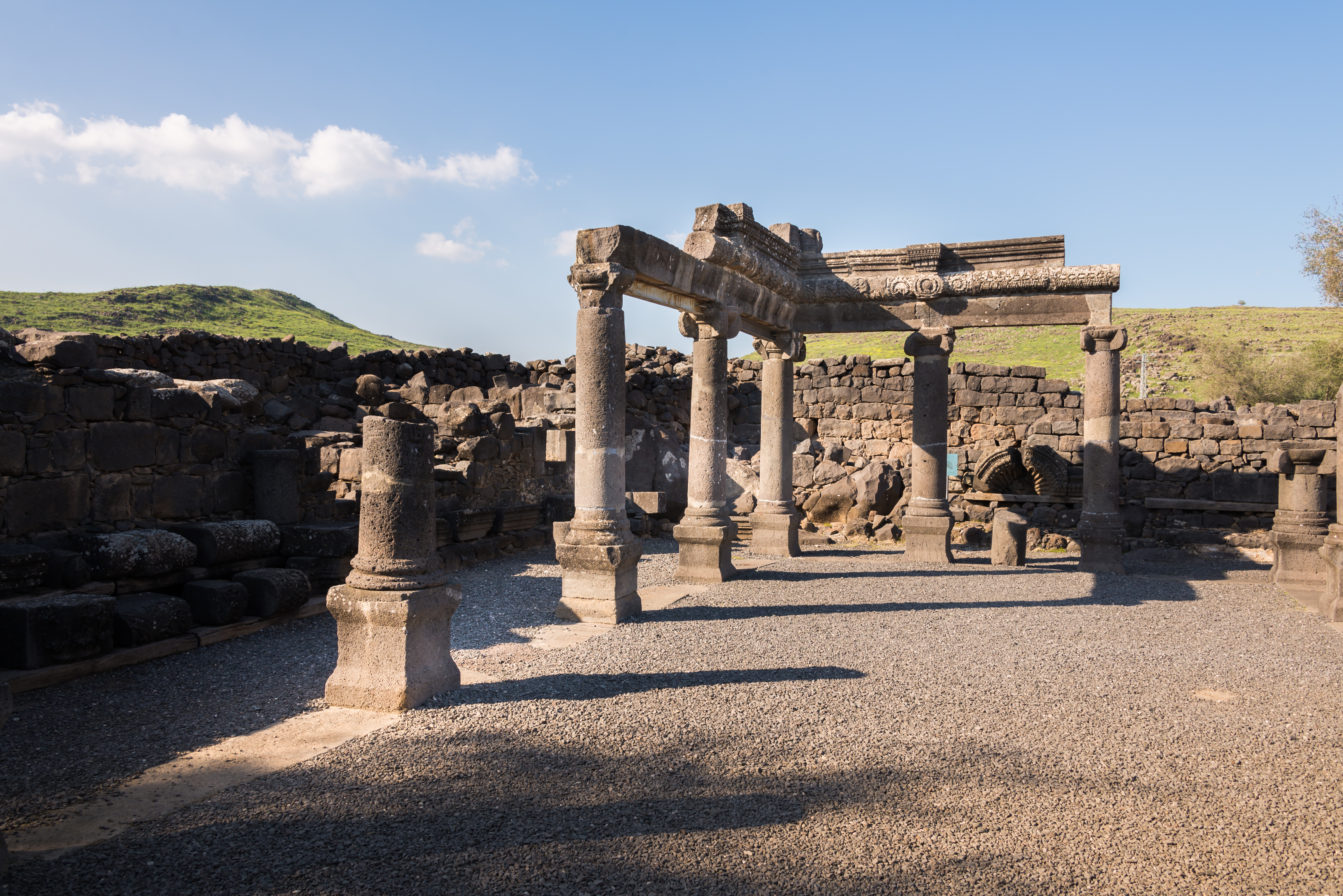
Korazim